# Джангоєшть
Джангоєшть, Джангоєшті (рум. Geangoești) — село у повіті Димбовіца в Румунії. Входить до складу комуни Драгомірешть.
Село розташоване на відстані 76 км на північний захід від Бухареста, 7 км на південний захід від Тирговіште, 139 км на північний схід від Крайови, 86 км на південь від Брашова.

## Населення
За даними перепису населення 2002 року у селі проживали 365 осіб, усі — румуни. Усі жителі села рідною мовою назвали румунську.